# Ad charisma tuendum
Ad charisma tuendum (in Italiano, Per tutelare il carisma) è un motu proprio di papa Francesco emesso il 14 di luglio 2022 e pubblicato sei giorni dopo. Esso modifica la costituzione apostolica Ut sit del 28 novembre 1982 —mediante la quale papa Giovanni Paolo II ha eretto l'Opus Dei come prelatura personale— disponendo che l'istituto passi a dipendere dal Dicastero per il Clero, davanti al quale dovrà presentare annualmente "una relazione sullo stato della Prelatura e sullo svolgimento del suo lavoro apostolica". Inoltre, il motu proprio del 2022 ha disposto che il prelato dell'Opus Dei non potrà essere vescovo, per considerare come più conveniente una forma di governo basato nel carisma per sull'autorità gerarchica.
Il motu proprio è accompagnato da una lettera ai vescovi di tutto il mondo per spiegare le ragioni che hanno portato il papa a prendere la decisione di promulgarlo.

## Antecedenti

### Costituzione apostolicaUt sit
Il 28 novembre1982 papa Giovanni Paolo II promulgò la costituzione apostolica Ut sit, mediante la quale ha conferito all'Opus Dei la condizione di prelatura personale e, tra altre disposizioni, ha stabilito che l'elezione della sua massima autorità (il prelato) doveva essere confermata dal papa, ascritto alla prelatura dell'allora denominata Sacra Congregazione per i Vescovi, e ha disposto che ogni cinque anni il prelato avrebbe dovuto presentare al papa, tramite la citata congregazione, una relazione sulla situazione della prelatura e il suo sviluppo apostolico.

### Riforma della curia del 2022
Il 19 di marzo di 2022, il papa Francisco ha promulgato la costituzione apostolica Praedicate evangelium, mediante la quale ha riformato la curia romana, ristrutturando totalmente l'organizzazione delle differenti istituzioni che governano la chiesa cattolica. Nell'articolo 117 di questo documento indica che compete al Dicastero per il Clero "tutto ciò che spetta alla Santa Sede circa le prelature personali".

## Contenuto
Il motu proprio esordisce sottolineando che il suo obiettivo è "confermare la Prelatura dell’Opus Dei nell’ambito autenticamente carismatico della Chiesa, specificando la sua organizzazione in sintonia alla testimonianza del Fondatore, san Josemaría Escrivá de Balaguer, e agli insegnamenti dell’ecclesiologia conciliare circa le Prelature personali", aggiungendo anche che era opportuno adeguare la prelatura alle disposizioni relative alla nuova organizzazione della curia romana introdotta dal costituzione apostolica Pradicate evangelium.
In questo senso, il documento ha disposto che l'Opus Dei passi a dipendere del Dicastero per il Clero, e che ogni anno, anziché cinque anni come in precedenza, il prelato dovrà presentare davanti quell'organo una relazione sulla situazione interna e lo sviluppo del suo lavoro apostolica. Inoltre, stabilisce che la sua forma di governo sarà "fondata più sul carisma che sull’autorità gerarchica", per cui che il prelato dell'Opus Dei non potrà divenire vescovo, anche se gli riconoscerà il titolo di reverendo monsignore.

### Disposizioni

#### Articolo 1
Il testo dell'articolo 5 della costituzione apostolica Ut sit è sostituito, a partire da ora, dal seguente: "A norma dell’art. 117 della Costituzione Apostolica Praedicate Evangelium, la Prelatura dipende dal Dicastero per il Clero che, a seconda delle materie, valuterà le relative questioni con gli altri Dicasteri della Curia Romana. Il Dicastero per il Clero, nella trattazione delle diverse questioni, dovrà avvalersi, mediante l’opportuna consultazione o trasferimento delle pratiche, delle competenze degli altri Dicasteri".

#### Articolo 2
Il testo dell'articolo 6 della costituzione apostolica Ut sit è sostituito, a partire da ora, dal seguente: "Ogni anno il Prelato sottoporrà al Dicastero per il Clero una relazione sullo stato della Prelatura e sullo svolgimento del suo lavoro apostolico".

#### Articolo 3
In virtù delle modificazioni della costituzione apostolica Ut sit introdotte da questa carta apostolica, gli statuti propri della prelatura dell'Opus Dei saranno convenientemente adattati, su proposta della propria prelatura, per la sua approvazione dagli organi competenti della sede apostolica.

#### Articolo 4
Nel pieno rispetto della natura del carisma specifico descritto nella citata costituzione apostolica, si desidera rafforzare la convinzione di che, per la protezione del dono peculiare dello spirito, è necessaria una forma di governo basato più nel carisma che nell'autorità gerarchica. Perciò, il prelato non sarà distinto, né neanche suscettibile d'essere distinto, con l'ordine episcopale.

#### Articolo 5
Considerando che le insegne pontificali sono riservate a colui a cui è stato conferito l'ordine episcopale, si concede al prelato dell'Opus Dei, per ragione dell'incarico, l'uso del titolo di protonotario apostolico sovranumerario con il titolo di reverendo monsignore, e dunque potrà utilizzare le insegne o distintivi corrispondenti a tale titolo.

#### Articolo 6
A partire dell'entrata in vigore della costituzione apostolica Praedicate evangelium, tutti gli affari pendenti della Congregazione di Vescovi relativi alla prelatura dell'Opus Dei saranno trattati e decisi dal Dicastero per il Clero.
Il documento si conclude con l'indicazione che la carta apostolica in forma di motu proprio venga promulgata mediante la sua pubblicazione su L'Osservatore Romano, per poi entrare in vigore il 4 d'agosto 2022.